# Город Брежнев (роман)
«Город Брежнев» — шестой роман российского писателя Шамиля Идиатуллина. Лауреат национальной литературной премии «Большая книга» 2017 года (третья премия и приз читательских симпатий). Вошел в список «100 главных русских книг XXI века» проекта «Полка».

## Общая информация
Первое издание вышло в издательстве «Азбука-Аттикус» в Санкт-Петербурге в 2017 году. Роман неоднократно допечатывался, а в 2022 году был переиздан редакцией Елены Шубиной.
Название романа определяет место и время действий — город Набережные Челны, в котором вырос автор и который назывался Брежнев с 1982 по 1988 годы. Герои произведения — восьмиклассник Артур, сын высокопоставленного работника одного из заводов автогиганта КамАЗа, его семья, друзья и старшие товарищи, попавшие в Брежнев по распределению. Их объединяет город, который возник из больших индустриальных планов советской империи, и чьё становление, однако, совпало с гибелью самой советской мечты.
Автор мечтал написать книгу о родном городе и детстве еще школьником. «Город Брежнев» мог стать первой книгой Идиатуллина, однако дебют пришёлся на «Татарский удар». «Город Брежнев» был начат в 2006 году, несколько раз откладывался ради других книг и был завершен лишь 10 лет спустя.

## Сюжет
Издательская аннотация гласит: "В 1983 году впервые прозвучала песня «Гоп-стоп», профкомы начали запись желающих купить «Москвич» в кредит и без очереди, цены на нефть упали на четвертый год афганской кампании в полтора раза, США ввели экономические санкции против СССР, переместили к его границам крылатые ракеты и временно оккупировали Гренаду, а советские войска ПВО сбили южнокорейский «Боинг».
Тринадцатилетний Артур живет в лучшей в мире стране СССР и лучшем в мире городе Брежневе. Живет полной жизнью счастливого советского подростка: зевает на уроках и пионерских сборах, орёт под гитару в подъезде, балдеет на дискотеках, мечтает научиться запрещённому каратэ и очень не хочет ехать в надоевший пионерлагерь. Но именно в пионерлагере Артур исполнит мечту, встретит первую любовь и первого наставника. Эта встреча навсегда изменит жизнь Артура, его родителей, друзей и всего лучшего в мире города лучшей в мире страны, которая незаметно для всех и для себя уже хрустнула и начала рассыпаться на куски и в прах."

## Критика
Литературовед и критик Константин Мильчин отметил:
При бодром стиле и неплохой сюжетной задумке, Идиатуллин рассказывает свою историю удивительно медленно, странницами погружая читателя в советское прошлое, надолго забывая собственно про сюжет. А ведь он в романе есть, и он довольно хорош, за вполне правдоподобного героя Артура переживаешь, он претерпевает реалистичные и узнаваемые каждым метаморфозы. От мальчика во взрослые мальчики.
А литературный критик Елена Макеенко указала:
«Город Брежнев» — нежная и дотошная реконструкция советского отрочества, которой журналист и писатель, автор подросткового триллера «Убыр» Шамиль Идиатуллин занимался десять лет. (...) С жанровой точки зрения Идиатуллин тоже конструирует модель исключительно ностальгическую: школьная повесть с немножко войной и немножко любовью притормаживает, чтобы дать развернуться производственному роману, где литейщики долго обсуждают особенности печей и проблемы с поставками сырья. Между этими пластами едва уловимо мелькает потенциал шпионских приключений. В результате коллекция сокровищ мальчишеской памяти обрастает жанровыми мышцами и так и норовит стать «обретенным временем» для читателя, даже если никаких воспоминаний о восьмидесятых у него в принципе не может быть.

## Экранизация
В 2020 году в Набережночелнинском государственном татарском драматическом  театре был поставлен спектакль по роману «Город Брежнев». Режиссёр - Олег Киньзягулов.  Главные роли исполнили - Винер Файзуллин, Илфат Аскаров, Физалия Габидуллина, Марсель Мусавиров и т.д
Летом 2023 года по заказу телеканала «НТВ», совместно с кинокомпанией «Триикс медиа» стартовали съёмки восьмисерийного мини-сериала по сюжету романа. Автором сценария экранизации выступил писатель-романист, участник первого состава группы «Кино» Алексей Рыбин.

## Награды
- 2017 — «Большая Книга», лауреат (третья премия и приз читательских симпатий).